# Thomas Magnusson
Pour les articles homonymes, voir Magnusson.
Thomas Magnusson (né le 2 juillet 1950 à Motala) est un fondeur suédois.

## Palmarès

### Jeux olympiques
| Épreuve / Édition | Sapporo 1972 |
| 30 km             | 28e          |
| 4 × 10 km         | 4e           |

### Championnats du monde
| Épreuve / Édition | Falun 1974 | Lahti 1978 |
| 30 km             | Or         |            |
| 50 km             | Bronze     |            |
| 4 × 10 km         |            | Or         |